# Gerald Fitzmaurice (juge)
Gerald Gray Fitzmaurice (24 octobre 1901 - 7 septembre 1982) est un avocat et juge anglais. Il est membre de la Cour permanente d'arbitrage entre 1964 et 1973 et juge à la Cour internationale de justice entre 1960 et 1973, avant de devenir juge à la Cour européenne des droits de l'homme à Strasbourg en 1974.

## Jeunesse et éducation
Il est né le 24 octobre 1901, fils aîné du vice-amiral Maurice Swynfen Fitzmaurice et de Mabel Gertrude Gray, à Storrington, dans le Sussex. Il étudie au Malvern College et au Gonville and Caius College de Cambridge, où il obtient un baccalauréat ès arts et un baccalauréat en droit en 1924. Pendant ses études à Gonville et Caius, Fitzmaurice est l'élève d'Arnold McNair. Fitzmaurice obtient une première dans les deux parties du tripos de droit en 1923 et 1924 .

## Carrière
Il est admis au barreau de Gray's Inn en 1925 et travaille comme conseiller juridique auprès du service extérieur en 1929. Il est détaché auprès du ministère de la Guerre économique en tant que conseiller juridique de 1939 à 1943, où il est chargé de développer un réseau juridique allié pour restreindre le commerce maritime de l'Allemagne. Il est deuxième conseiller juridique au ministère des Affaires étrangères de 1945 à 1953, après avoir été investi comme compagnon de l'Ordre de Saint-Michel et Saint-Georges en 1946.
En 1945, il participe à la Conférence de San Francisco en tant que conseiller juridique de la délégation britannique et participe à la rédaction de la Charte des Nations unies. Il participe à la Conférence de paix de Paris en 1946. Il en fait partie en 1946 et de nouveau de 1948 à 1949 . Fitzmaurice est conseiller juridique du Royaume-Uni auprès de la Cour internationale de justice de La Haye entre 1948 et 1954. Il est conseiller juridique principal auprès du ministère des Affaires étrangères entre 1953 et 1960. En 1954, il est élevé au rang de Chevalier Commandeur de l'Ordre de Saint-Michel et Saint-Georges. Fitzmaurice est membre de la Commission du droit international de l'ONU entre 1955 et 1960 et contribue à la quatrième Convention des Nations unies sur le droit de la mer adoptée en 1958. Il est rapporteur spécial sur le droit des traités. Il devient conseiller du roi en 1957. De 1956 à 1960, il est président de la Grotius Society.

### Carrière judiciaire
Fitzmaurice est membre de la Cour permanente d'arbitrage entre 1954 et 1980. En 1960, il quitte son poste de conseiller juridique principal pour devenir juge à la Cour internationale de justice, achevant ainsi le mandat de Hersch Lauterpacht, décédé en cours de mandat, et est réélu pour un mandat complet en 1963 ; il sert à la Cour jusqu'en 1973. Il est fait Chevalier Grand-Croix de l'Ordre de Saint-Michel et Saint-Georges en 1960 et, en 1961, il est élu Bencher de Gray's Inn.
En 1974, il est élu juge à la Cour européenne des droits de l'homme à Strasbourg, poste qu'il occupe jusqu'en 1980. Au cours de sa longue carrière dans le droit, il reçoit des doctorats honorifiques en droit de l'Université d'Édimbourg en 1970 et de l'Université de Cambridge en 1972.

## Vie privée
Il épouse Alice Evelina Alexandra Sandberg le 15 septembre 1933 et le couple a deux fils . Il est décédé à Londres le 7 septembre 1982 à l'âge de 80 ans.